# Daan Rienstra
Daan Rienstra (Alkmaar, 6 oktober 1992) is een Nederlands voetballer die doorgaans speelt als middenvelder. In februari 2025 verruilde hij Kalamata voor ADO '20. Hij is de broer van voormalig voetballer Ben Rienstra.

## Clubcarrière
Rienstra speelde in de jeugdopleidingen van AFC Ajax, AZ en Feyenoord. In 2010 koos hij voor een carrière in de amateurcompetities en hij tekende bij Meervogels '31. Na daarna nog twee jaar voor ADO '20 te hebben gespeeld, werd hij in 2013 overgenomen door Heracles Almelo, waar zijn broer Ben onder contract stond. In Almelo werd de middenvelder vooral binnengehaald als breedteversterking en daardoor kwam hij weinig in actie. Uiteindelijk kwam Rienstra toch tot een debuut voor de Almelose club. Op 10 mei 2015 werd door doelpunten van Memphis Depay en Jetro Willems met 2–0 verloren van PSV en drie minuten voor tijd mocht Rienstra van coach John Stegeman invallen voor Denni Avdić.
In de zomer van 2015 maakte hij samen met Mark Engberink de overstap van Heracles naar RKC Waalwijk. Tijdens de eerste speelronde debuteerde de middenvelder, toen hij van coach Peter van den Berg in de basis mocht beginnen tegen Telstar. Acht minuten voor tijd werd hij vervangen door Collin Seedorf. Door doelpunten van Arsenio Valpoort (RKC) en Kevin van Essen (Telstar) was de eindstand 1–1. In april 2019 werd de aflopende verbintenis van Rienstra bij RKC met twee seizoenen verlengd, tot medio 2021.
De aanvoerder liet medio 2020 zijn nog een jaar doorlopend contract ontbinden en verbond zich vervolgens aan het Griekse Volos NFC. Na die twee seizoenen bleef hij in Griekenland voetballen, waar PAS Giannina zijn nieuwe club werd. Ook twee seizoenen later verkaste Rienstra binnen Griekenland, nu naar Kalamata. In februari 2025 werd zijn contract ontbonden. Later die maand keerde hij terug bij ADO '20.

## Clubstatistieken
| Seizoen | Club            | Competitie     | Competitie | Competitie | Beker | Beker | Internationaal | Internationaal | Nacompetitie | Nacompetitie | Totaal | Totaal |
| Seizoen | Club            | Competitie     | Wed.       | Dlp.       | Wed.  | Dlp.  | Wed.           | Dlp.           | Wed.         | Dlp.         | Wed.   | Dlp.   |
| ------- | --------------- | -------------- | ---------- | ---------- | ----- | ----- | -------------- | -------------- | ------------ | ------------ | ------ | ------ |
| 2014/15 | Heracles Almelo | Eredivisie     | 1          | 0          | 0     | 0     | —              | —              | —            | —            | 1      | 0      |
| 2015/16 | RKC Waalwijk    | Eerste divisie | 32         | 0          | 1     | 0     | —              | —              | —            | —            | 33     | 0      |
| 2016/17 | RKC Waalwijk    | Eerste divisie | 37         | 3          | 2     | 0     | —              | —              | 2            | 0            | 41     | 3      |
| 2017/18 | RKC Waalwijk    | Eerste divisie | 21         | 1          | 2     | 0     | —              | —              | —            | —            | 23     | 1      |
| 2018/19 | RKC Waalwijk    | Eerste divisie | 24         | 2          | 1     | 0     | —              | —              | 6            | 0            | 31     | 2      |
| 2019/20 | RKC Waalwijk    | Eredivisie     | 21         | 0          | 0     | 0     | —              | —              | —            | —            | 21     | 0      |
| 2020/21 | Volos NFC       | Super League   | 31         | 2          | 4     | 0     | —              | —              | —            | —            | 35     | 2      |
| 2021/22 | Volos NFC       | Super League   | 5          | 0          | 0     | 0     | —              | —              | —            | —            | 5      | 0      |
| 2022/23 | PAS Giannina    | Super League   | 21         | 1          | 1     | 0     | —              | —              | —            | —            | 22     | 1      |
| 2023/24 | PAS Giannina    | Super League   | 27         | 1          | 0     | 0     | —              | —              | —            | —            | 27     | 1      |
| 2024/25 | Kalamata        | Super League 2 | 4          | 0          | 2     | 0     | —              | —              | —            | —            | 6      | 0      |
| 2024/25 | ADO '20         | Tweede divisie | 11         | 0          | 0     | 0     | —              | —              | —            | —            | 11     | 0      |
| 2025/26 | ADO '20         | Derde divisie  | 1          | 0          | 0     | 0     | —              | —              | —            | —            | 1      | 0      |
| Totaal  | Totaal          | Totaal         | 236        | 10         | 13    | 0     | 0              | 0              | 8            | 0            | 257    | 10     |

Bijgewerkt op 20 augustus 2025.